# БТ-7
БТ-7 — радянський легкий колісно-гусеничний танк періоду 1930—1940 років. Третій танк сімейства радянських легких танків БТ (Швидкохідний Танк). На відміну від своїх попередників БТ-2 та БТ-5, танк мав зварний корпус трохи зміненої форми і новий двигун. Озброєння аналогічне БТ-5. Випускався, як і БТ-5, у варіанті з радіостанцією та без радіостанції. Всього було виготовлено понад 5328 машин.

## Історія проєкту
Швидкохідні танки, побудовані за проєктом американського інженера Крісті, поряд із такими незаперечними перевагами, як великий запас ходу, висока швидкість та інше, мали ще й ряд серйозних недоліків. Деякі з них були в принципі невиправні в рамках серії БТ, однак частину вад можна було усунути шляхом модернізації колісно-гусеничних машин. Саме на підвищення експлуатаційних і тактико-технічних характеристик танків серії БТ була спрямована програма, що почалась в січні 1933 року, ще до завершення робіт над проєктом БТ-5, у КБ Харківського паровозобудівного заводу. Первісний проєкт нової бойової машини, розроблений з урахуванням заданих характеристик, був наступним: передбачалося оснастити танк новим двигуном М-17, надійнішим, ніж М-5, з експлуатацією якого було досить багато проблем, а також новий БТ повинен був мати абсолютно нову башту з 76-мм гарматою як основним видом озброєння. Корпус нового танка планувалося спроєктувати заново повністю зварним, із кращими характеристиками поля зору для водія. Планувалося так само оснастити танк паливними баками збільшеної місткості.
У підсумку планувалося створити абсолютно новий танк, що не був би простою модернізацією БТ-5, а був би машиною нової концепції в рамках серії БТ. Це була концепція танка з потужним озброєнням і більшим запасом ходу, який повністю відповідав би вимогам доктрини глибокої операції (радянська стратегія «бліцкригу»).
До початку 1934 року технічна документація на танк, що одержав найменування БТ-7 була готова. Перший прототип танка був зроблений до 1 травня, а другий — до чергової річниці Жовтневої Революції 7 листопада 1934 року.
Випробування експериментальних зразків почалися улітку й продовжилися восени 1934 року. За їхніми результатами була забракована оригінальна конструкції башти, виготовлена у формі еліпса зі скошеним дахом, на яку можна було ставити без внесення істотних змін всі наявні тоді танкові гармати калібрами від 45 мм до 76 мм. Причиною відмови від цієї башти було роздільне кріплення гармати й кулемета в ній. Так само після випробувань вирішили відмовитися від курсового кулемета й спростити корпус.
У підсумку в серію пішов танк, далекий від прототипу й більше схожий на БТ-5. Справа в тому, що на серійні БТ-7 до 1935 року ставили башту від БТ-5. Однак серйозна відмінність нового танка від його попередника крилася в новому двигунові М-17Т, а так само в корпусі, що був ширшим ніж корпус БТ-5, але з більш обтічною ходовою частиною. БТ-7, й особливо його останні модифікації, стали вершиною досконалості радянських колісно-гусеничних танків, побудованих за проєктом Крісті. У цьому танку були максимально усунені недоробки, які призводили до проблем з експлуатацією БТ-2 і БТ-5. Однак створити середній ударний і максимально універсальний танк із БТ-7 не вдалося, тому що бронювання залишалося на низькому, як для радянських, так і закордонних зразків, рівні. До того ж 45 мм гармата вже не задовольняла вимог сучасних війн. В 1940 році випуск БТ-7, що став символом потужності танкових частин Червоної Армії в довоєнний період, припинився. Усього було випущено 5587 танків БТ-7 всіх модифікацій.

## Модифікації
Модифікація зразка 1935 року, із круглою баштою, як у БТ-5, з карбюраторним, потужністю 400 к. с., двигуном М-17Т.
У 1937 році почався випуск модифікації БТ-7 з конічною баштою та боєзапасом, збільшеним до 188 снарядів. У кормовій ніші стали встановлювати кулемет ДТ. Для нічної стрільби танк обладнали двома фарами прожекторного типу, які ставилися на масці гармати. Товщина броні на цій модифікації збільшилася — лобова броня досягла 22 мм, а маса танка відповідно збільшилася майже до 14 т.
Ще однією особливою модифікацією танка був танк БТ-7А. З 1936 по 1938 рік випустили 154 артилерійських модифікацій танка БТ, оснащених баштою від танка Т-26А (Т-26-4) у якій установлювалася короткоствольна 76-мм гармата КТ-26. Додаткове озброєння становили два кулемети ДТ — один у кульовій установці праворуч від гармати, а другий — у кормовій ніші. Так само на даху башти танка була передбачена установка зенітного кулемета калібром 7,62 мм. Боєкомплект танка становив 50 снарядів до гармати (при наявності на танку радіостанції — 40 снарядів) і 3339 патронів до кулеметів ДТ. Установка нової башти спричинила деякі зміни в конструкції корпуса танка.
Найістотнішою зміною, якої зазнали танки у серії БТ, стала установка дизельного двигуна В-2. У результаті зміни силової установки з'явилася модифікація БТ-7М. Зовні цей танк не відрізнявся практично від вихідної модифікації зразка 1937 року (з конічною баштою).
Перевага дизельних двигунів, як силових установок танків, над карбюраторними, стала очевидна після громадянської війни в Іспанії. Тому в СРСР наприкінці 1930-х років був розроблений ряд дизельних двигунів, що було дуже важливо напередодні війни (якщо ми згадаємо, всі танки воєнного періоду були оснащені дизелями). І першим танком, на якому новий тип силових установок був випробуваний, був танк БТ-7М.
Завдяки дизельному двигуну значно покращилися динамічні характеристики танка, зокрема його швидкість. Висока економічність двигуна дозволяла використовувати малий запас палива, значно запас ходу танка.
Найдосконаліша машина серії БТ була побудована в кількості 706 штук в 1939—1940 роках і була замінена у виробництві танком Т-34. У модифікації БТ-7М був досягнутий технічний максимум легких колісно-гусеничних танків.
Крім серійних машин, на базі БТ-7 був створений ряд експериментальних зразків, що представляли великий інтерес. Серед них: БТ-ИС із приводом колісного ходу на три пари коліс, завдяки чому була значно підвищена прохідності танка на колесах (при знятих гусеницях); БТ-ИС мав збільшену товщину броні.
БТ-СВ-2 «Черепаха» з характерною оригінальною формою корпуса й башти (про що свідчить назва танка).
Радіокеровані танки ТТБТ-7 і ТУБТ-7.
Був створений, але в серію не пішов командирський танк, з якого була знята башта, а замість її було встановлена нерухома рубка. За рахунок цього на танку була розміщена потужна радіостанція.
Так само існувала вогнеметна модифікація БТ-7, що називалася ОТ-7 і машина призначена для зараження місцевості (хімічний танк) ХБТ-7.
Для серійних модифікацій БТ-7 був створений ряд пристосувань, призначених для полегшення експлуатації танка (і для виконання особливих завдань) у різних умовах — гусениці, що пристосовані для пресуванні по болоту, дерев'яні фашини тощо. Однак ці пристосування так само залишилися в основному експериментальними.

## Застосування
БТ-7 одержав бойове хрещення на Халхин-Голі в 1939 році. Там танки цього типу пройшли відстань 500 км на колесах, і одягнувши гусениці, вступили в бій. Через відсутність у ворога серйозних опонентів радянські машини у цілому показали себе дуже добре. Однак відзначалися такі проблеми: слабкий броньовий захист, відсутність (на більшості машин) радіозв'язку, а також складність у керуванні, що вимагала високого ступеня підготовки механіків-водіїв . Потім БТ-7 застосовувалися при вторгненні СРСР до Польщі. Там особливо гостро виявився недолік складності у керуванні.
Під час «Зимової війни» з Фінляндією БТ-7 викликали ряд дорікань, як втім і більшість інших танків, що взяли участь у цій кампанії. Однак через загальну кількісну перевагу над супротивником, а так само через фактичну відсутність у нього танків, всі недоліки радянського танку не могли зробити серйозного негативного впливу на хід кампанії.
БТ-7 був унікальною для свого часу машиною, що володіла винятковими динамічними характеристиками й володіла відносно гарними для легких танків характеристиками озброєння й захищеності. У порівнянні з німецькими танками, з якими БТ-7 довелося зіштовхнутися в ході самого серйозного випробування боєм, радянський танк виглядав цілком переконливо. Німецькі машини Pz-I й Pz-II відставали за всіма (практично) характеристиками від БТ-7.
У роки Німецько-радянської війни танки БТ-7 найбільше активно використалися в її початковий період, коли вони поряд з Т-26 становили основу танкового парку СРСР, символом міці якого вони були. Величезні втрати цих машин поступово знижували їхнє число в діючому парку РККА, і до 1943 року застосування БТ-7, через малу їхню кількість, було вже обмежене. Проте БТ-7 взяли участь й у боях заключного етапу війни — вони застосовувалися в лютому 1944 року в операції по зняттю блокади Ленінграда, а в серпні-вересні 1945 року були застосовані в операції по знищенню Японської Квантунськой армії в Маньчжурії, в операції яка поклала кінець Другій Світовій Війні.
Так само в період ВВВ танки БТ всіх модифікацій внесли свій немаловажний внесок у підготовку танкістів, будучи використовуваними в навчальних підрозділах РККА.
Завершальним епізодом у кар'єрі «радянського танка Крісті» БТ-7 став парад перемоги в Харбіні у вересні 1945 року. Експлуатація танка та набутий досвід внесли вагомий вклад у розвиток радянського танкобудування.

## Збережені екземпляри
- Харків. Один танк зразка 1937 року на території заводу ім. Малишева. За інформацією газети «Вечерний Харьков», дана машина брала участь у боях під час Радянсько-Фінської війни,  де і була підбита. Знайшли танк у 1980-х, після чого передали на харківський завод, де його відновили[1].